# Cottageville (Caroline du Sud)
Pour les articles homonymes, voir Cottageville.
Cottageville est une ville du Comté de Colleton en Caroline du Sud.
La population était de 707 habitants en 2000, et de 762 habitants en 2010.

## Démographie
| 1910 | 1920 | 1930 | 1940 | 1950 | 1960 |
| ---- | ---- | ---- | ---- | ---- | ---- |
| 418  | 444  | 465  | 544  | 553  | 520  |

| 1970 | 1980 | 1990 | 2000 | 2010 | - |
| ---- | ---- | ---- | ---- | ---- | - |
| 497  | 371  | 572  | 707  | 762  | - |